# عهدنامه دوم ایران با یونان
پس از آنکه عهدنامه میلط بین داریوش دوم و تیسافرن از یک سو و اسپارت و متحدانش از سوی دیگر برقرار شد، اسپارتیان که از مفاد این عهدنامه نگران بودند متن کامل تری تهیه کردند که تیسافرن با آن موافقت نمود:
موافقت نامه اسپارتیان و متحدان ایشان با داریوش شاه و پسران شاه و تیسافرن، صلح و دوستی بر اساس موارد زیر برقرار خواهد شد:
علیه هر سرزمینی یا شهری که به داریوش شاه تعلق دارد یا به پدران و نیاکانش تعلق داشته است، اسپارتیان و متحدان ایشان اقدام به جنگ یا عملی خصمانه نخواهند کرد؛ و از این شهرها خراج وصول نخواهند نمود؛ و داریوش شاه و اتباع او نیز علیه اسپارتیان یا متحدان ایشان به جنگ یا هرگونه اقدام خصمانه نخواهند پرداخت. هر گونه ادعای اسپارتیان یا متحدان ایشان در مورد شاه، یا شاه در مورد ایشان، از طریق مذاکره حل و فصل خواهد شد. جنگ با آتنیان و متحدان ایشان به طور مشترک و هرگونه صلح نیز مشترکاً برقرار خواهد شد؛ و در مورد عملیات جنگی در سرزمین شاه یا بنا به خواست شاه در هر جا شاه هزینه آن را بر عهده خواهد گرفت. اگر هر یک از شهرهایی که این موافقت نامه را با شاه امضا کرده‌اند به اقدامات خصمانه علیه شاه و سرزمین او بپردازند، دیگران با تمام قوا علیه آن‌ها و برای دفاع از شاه اقدام خواهند کرد؛ و اگر کسی در سرزمین شاه یا از اتباع شاه مرتکب اقدامات خصمانه علیه اسپارتیان یا متحدان ایشان شود؛ شاه با تمام قوا به جلوگیری و دفاع در مقابل ایشان خواهد پرداخت.